# Waggon Union/AEG ST10
ST10 – seria tramwajów eksploatowanych dawniej w niemieckim mieście Darmstadt. Oznaczenie wagonów pochodzi od słów Straßenbahn-Triebwagen der 10 Serie (pol. Tramwaj silnikowy 10 serii).
Łącznie HEAG posiadało 8 sztuk tych sześcioosiowych wagonów przegubowych, nosiły one numery 7601–7608. Wagony były wyposażone w sterowanie typu Gematic-M. Tramwaje ST10 były pierwszymi wagonami w Darmstadt wyposażonymi w ręczny nastawnik jazdy. Producentami wagonów były firmy Waggon Union oraz AEG. Wagony były fabrycznie pomalowane w barwy beżowo-pomarańczowo-złote z niebieskimi paskami, później przemalowano je we współczesne barwy przedsiębiorstwa transportowego HEAG: niebiesko-pomarańczowo-białe. Tramwaje typu ST10 wycofano z ruchu w Darmstadt w 2007 r. Siedem sprzedanych zostało do miasta Jassy w Rumunii. Wagon nr 7608 pozostał w Darmstadt jako muzealny.

## Konstrukcja
Tramwaj ST10 ma długość 21,3 m i składa się z dwóch członów złączonych przegubem, pod każdym z członów oraz przegubów znajduje się dwuosiowy wózek. Całkowita moc silników wynosi 2 × 165 KW, silniki posiadają system chłodzenia. Wszystkie czworo drzwi jest odskokowych i dwuczęściowych.

## Eksploatacja
Tramwaje ST10 eksploatowane były na wszystkich liniach. Po 1994 r. dostarczono wagony doczepne SB9, które połączone zostały z tramwajami ST10 w składy. Dzięki połączeniu z doczepą niskopodłogową zwiększyła się dostępność składu dla osób niepełnosprawnych. Po 1994 r. składy ST10+SB9 pojawiały się najczęściej na linii nr 3.

## Dostawy
| Państwo        | Miasto         | Lata dostaw    | Liczba | Numery taborowe |       |
| -------------- | -------------- | -------------- | ------ | --------------- | ----- |
| RFN            | Darmstadt      | 1976–1977      | 8      | 7601–7608       | [ 1 ] |
| Łączna liczba: | Łączna liczba: | Łączna liczba: | 8      |                 |       |

## Galeria

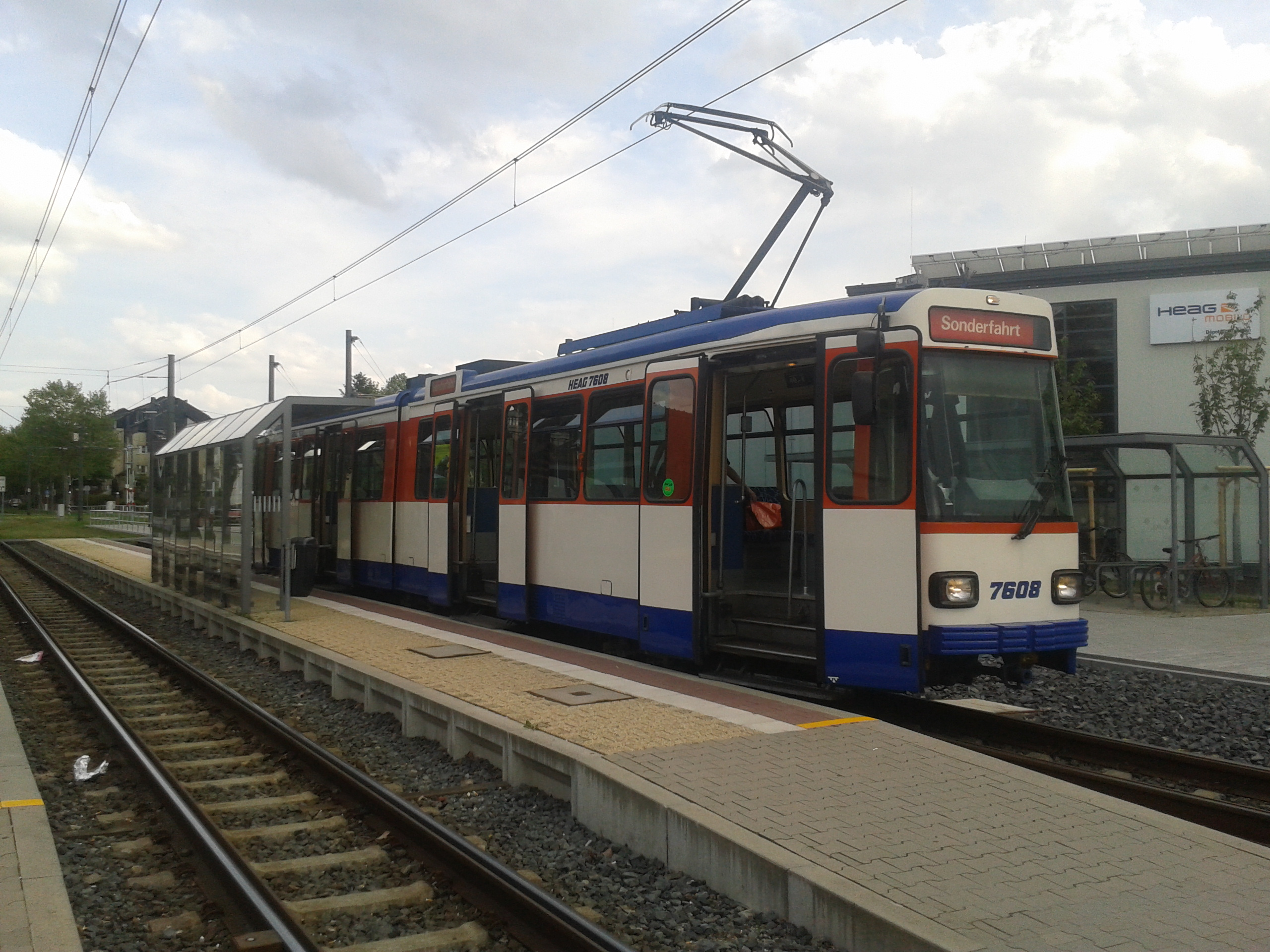
Wagon 7608 podczas przejazdu specjalnego
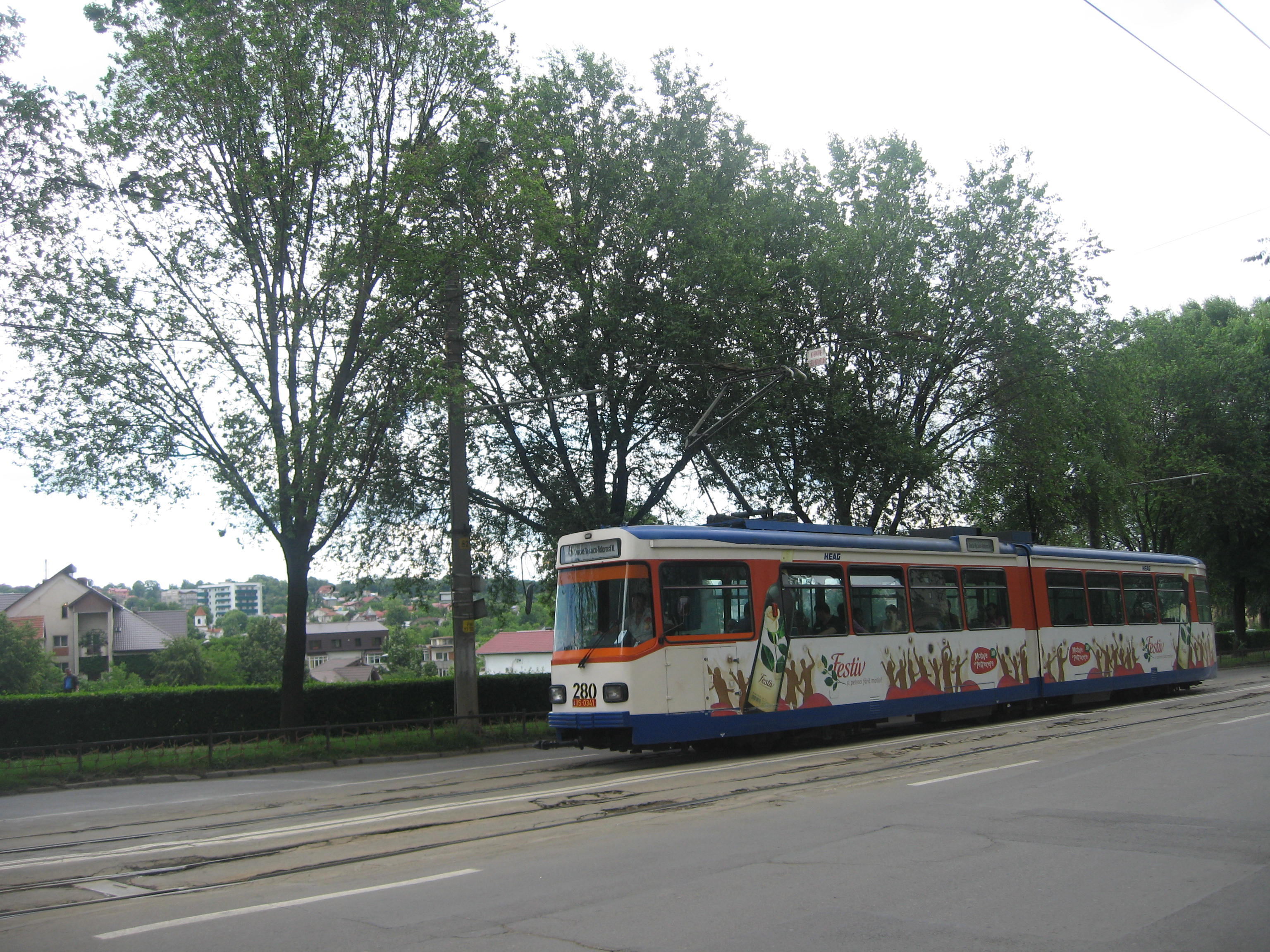
Wagon nr 280 w Jassach
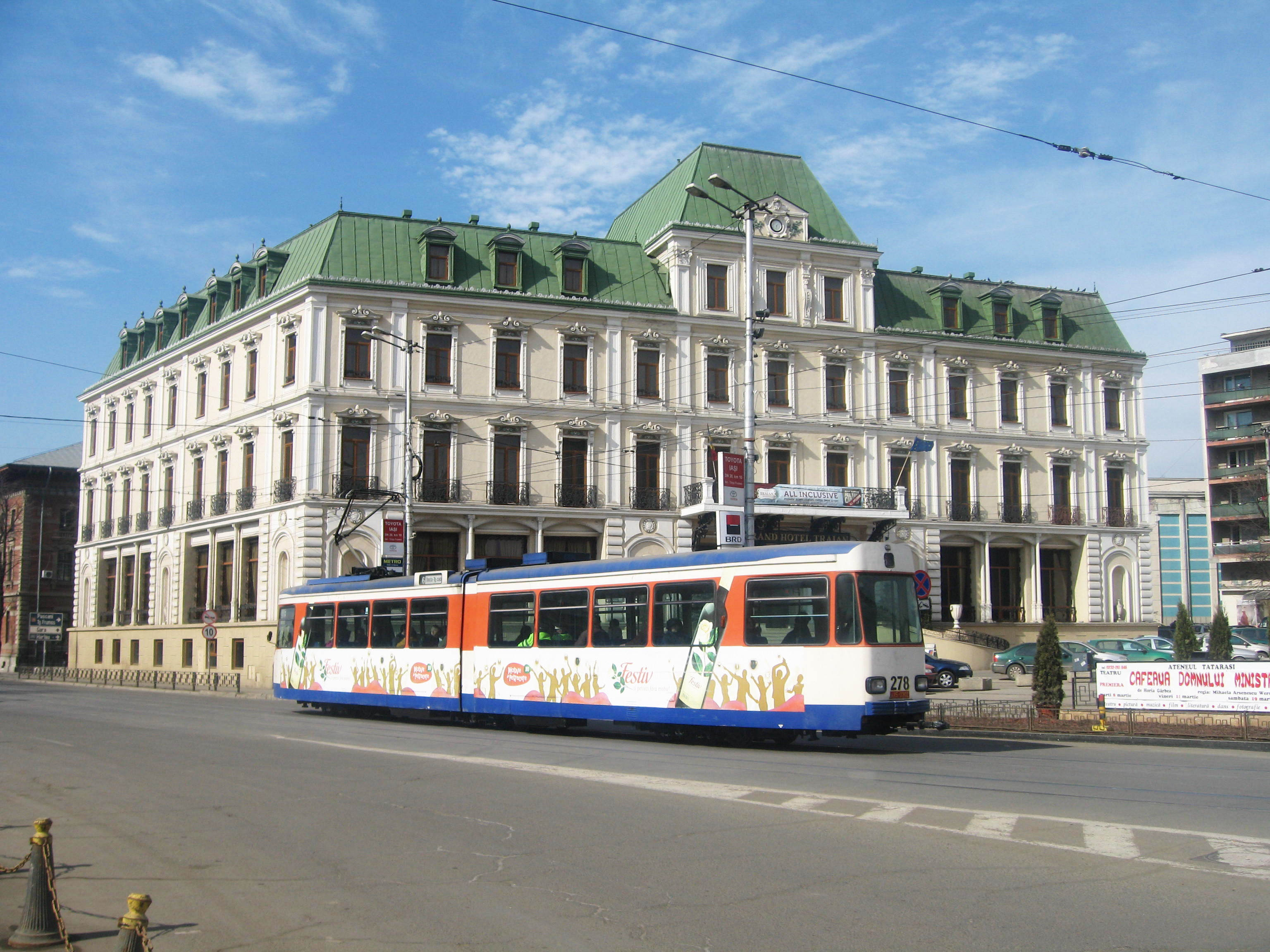
Wagon nr 278 w Jassach